# Ковач
Ковач је занатлија специјализован за обраду гвоздених металних предмета као што су капије од кованог гвожђа, разне решетке, намештај, скулптуре, оружје, украсни и сакрални предмети, кухињски прибор и алат. уопштено говорећи, ковачи се не баве обрадом метала који нису гвожђе, као што су калај, бронза, бакар и слично. Њиховом обрадом се баве само уско специјализоване занатлије. У почетку, ковачи готово да нису правили декоративне предмете (због релативно брзог рђања гвожђа). Проналаском нерђајућег челика то се веома изменило. 
Ковачки занат је уврштен на Унескову листу нематеријалне културне баштине.

## Терминологија
- Гвожђе је природни метални елемент. Готово се никада не налази у свом изворном облику (чисто гвожђе) у природи. Обично се налази као оксид или сулфид, са помешаним многим другим елементима нечистоћа.
- Ковано гвожђе је најчистији облик гвожђа који се генерално среће или производи у великим количинама. Може да садржи само 0,04% угљеника (по тежини). Од традиционалног начина производње, ковно гвожђе има влакнасту унутрашњу текстуру. Код квалитетног ковачког гвожђа се води рачуна о смеру ових влакана приликом ковања, јер је чврстоћа материјала јача у правцу зрна него попречно. Већина преосталих нечистоћа од почетног топљења се концентрише у силикатној згури заробљеној између гвоздених влакана. Ова згура производи повољни споредни ефекат током ковачког заваривања. Када се силикат топи, ковано гвожђе се самофлуксира. Згура постаје течно стакло које покрива изложене површине кованог гвожђа, спречавајући оксидацију која би иначе ометала успешан процес заваривања.
- Челик је легура гвожђа и између 0,3% и 1,7% угљеника по тежини. Присуство угљеника омогућава челику да преузме једну од неколико различитих кристалних конфигурација. Макроскопски, ово се посматра као способност да се „укључује и искључује тврдоћа комада челика“ кроз различите процесе топлотне обраде. Ако се концентрација угљеника одржава константном, ово је реверзибилан процес. Челик са већим процентом угљеника може се довести до већег стања максималне тврдоће.[3]
- Ливено гвожђе је гвожђе које садржи између 2,0% и 6% угљеника по тежини. Присутно је толико угљеника да се тврдоћа не може искључити. Стога је ливено гвожђе је крт метал, који се може разбити као стакло. Ливено гвожђе се не може ковати без посебне топлотне обраде да би се претворило у ковно гвожђе.[3]

Челик са садржајем мање од 0,6% угљеника не може се довољно очврснути једноставном топлотном обрадом да би се правили корисни алати од каљеног челика. Стога, у даљем тексту, ковано гвожђе, челик са ниским садржајем угљеника и друге врсте меког и неотврдљивог гвожђа се неселективно називају само гвожђем.

## Историјат назива
Ковач  је кроз историју био представник божији (ковач божији),  представља једног од најстаријих занатлија који је професионално производи за тржиште. Назив његовог занимања једно време био је и синоним за поделу између  производног занатлије уопште, човека извежбаног и вичног занату (лат. homo faber). Да називи нису увек били вернo примењени или да им се функицја променила сведоче примери  батиауриа (аurifabri), који не представљају коваче злата, већ условно речено технологе, који су хемијским путем одвајали злато од сребра у плитком, златоносном сребру.
Док ковачем у најширем смислу В. Микољи сматра занатлију који обликује било какав тврд материјал, ударцима датог оруђа по њему, П. Скок термин ковати сужава на обраду гвожђа, и других метала чекићем.
У прилог Микољијевом мишљењу ишла би терминологија рада. И у старо-словенском, као и у источногерманским и старим западногерманским дијалектима, једна иста реч могла се односити на обрађиваче дрвета али и камена. Назив гвожђе  јавља се у вези са обрадом дрвета, где се односи на дрвени клин, или ексер, а означава и врсту шумског планинског покривача, коришћеног за грађевински материјал и производњу угља. Касније постаје синоним и за сам назив овог метала (железо), нпр. гвожђе за израду клинова и поједине производе, ексере или велика рударска длета (lat. ferramenta, staronem). Б. А. Рибаков издваја израђивача жрвњева као специјализованог занатлију, који има неопходни ковачки, као и алат за обраду камена. Поједини ковачи, вероватно су се бавили и резањем камена, а каква је заиста била подела из међу клесара стећака или жрвњева и ковача, није познато, као ни однос ковач – клесар : диак – писар на камену.
Временом звање ковача почиње да се односи прво на обрађивача метала уопште, а затим на обрађивача гвожђа, при чему постаје и синоним за поткивача (ковач, плочар, поткивач).

## Техника
Ковачи раде тако што загревају комад метала (ковано гвожђе или челик) док он не постане довољно мекан да би се обликовао по жељи на наковњу помоћу чекића или другог алата. Загревање се врши помоћу пропана, природног гаса, угља, ћумура, или кокса. Савремени ковачи употребљавају за загревање метала и оксиацеталенске бакље, као и специјалне електричне пећи. Осим тога што се користи за омекшавање метала, загревање се може користити и у друге металуршке сврхе. 
Ковач уз помоћ меха добро разгори ватру у коју ставља комаде метала које жели да обрађује. Потом, када метал постане довољно мек да може да се обрађује узима га специјалним клештима (машице) и ставља на наковањ. Једном руком држи машице са комадом метала а другом руком уз помоћ чекића га удара - обрађује - обликује. При томе мора бити брз, јер се комад брзо хлади и поново постаје чврст. Зато га поново ставља у ватру. Понекад, када је обрада завршена, комад се онако врућ потапа у уље и тиме кали. Каљењем гвоздени комад постаје тврђи али и кртији. 
Када је у питању обрада већег комада где се тражи већа снага, тада ковач ради са помоћником. Ковач држи и окреће комад по потреби и удара га мањим чекићем и тиме обележава место своме помоћнику који са две руке великим чекићем удара по месту које му је показано. При томе се наизменично чују два различита звука малог и великог чекића.

## Рад са челиком
Особеност ковачког заната је и то да када се ради са челиком он може загревати, а затим уроњавати у воду. Сврха овога је да се добије специфична структура метала. Уроњавањем у воду крт челик ојачава али и постаје погоднији за обраду. Ово захтева загревање метала до одређене температуре. Код многих типова челика при овом процесу на површини метала се може видети оксидациона боја. Различите употребе захтевају различите комбинације чврстине и отпорности, а самим тим и различите начине обраде метала. Вешти ковачи су у стању да исти комад метала обраде на неколико места на различите начине. На пример, предњи део чекића је увек тврђи од задњег дела што чини алатку издржљивом и чврстом. У Јапану ковачи праве мачеве катане са изузетно чврстим предњим сечивом, док други део сечива остаје мекши. 

## Рад са обојеним металима
Ковачи раде са 'обојеним' металима, поготово са гвожђем (види: ковано гвожђе), док остали металци раде са 'необојеним' металима, као што су калај и олово). термин 'обојени' метали потиче од слоја оксида који се формира на површини метала током загревања, тзв. ватрене скале. Обојени метали имају тамнију ватрену скалу, док необојени метали имају светлију, а неки је уопште и немају. Уметност обраде драгоцених метала (углавном злата и сребра) се назива златарство. последњих година ковање нерђајућег челика је у све већем порасту, нарочито због потреба у градитељству. 

## Ковачки производи
Некада (почетком 20. века) спектар производа ковача је био веома широк. Ковачи су правили:
- пољопривредне алатке: плугове, раонике, дрљаче, мотике, ашове, лопате, српове, косе, виле, грабуље, брадве, трнокопе
- предмете за огњиште: вериге, саџаке, прекладе, ватраље, машице, вршнице
- предмете за домаћинство: ножеве, бритве
- разне друге ковачке производе: клепетуше, металне делове за кола, грађевинске ексере, потковице, секире, кесере, сврдла, кланфе

Ковачи, данас, понегде још праве потковице за коње и волове, секире, кланфе, мачеве и ножеве. Код ковања материјал се понекад савија и тањи, па поново, као кад домаћица меси тесто. Материјал постаје слојевит и веома жилав. Прича (легенда)постоји да приликом израде Катане (чувени Самурајски мач) материјал се 500 пута савија, кује и кали. Такође се прича да самурајски мач готов када се њиме може одсећи ексер а да на мачу нема огреботине.
Неки ковачи су се раније бавили и поткивањем коња и волова. Потковица се помоћу ексера причврсти коњу за копита или волу за папке. Наравно, потковице за коње и волове нису исте. При томе се мора пазити да се не повреди копито/папак. Ово је и опасан посао јер коњ може и да се ритне и да повреди поткивача. Постојали су и мајстори поткивачи који су се само бавили поткивањем коња и волова (крава).
Нова фабрички израђена секира се понекад носи ковачу да је „поклепа“. То значи да на основу потреба домаћина који ју је донео он је поново, нарочито сечиво, стави у ватру и окали да сечиво буде тврђе или мекше.

## Ковачки алат
- Чекић
- Наковањ
- Менгеле
- Маљ
- Клешта
- Француски кључ
- Брусилица
- Турпија
- Бушилица
- Бургија
- Тестера за гвожђе
- Секач
- Пробојац
- Обележавач
- Одвијач
- Урезница
- Нарезница
- Сечице
- Маказе за лим

### Уметничко ковачка радионица
Производно-продајна Ковачка радионица са машинама и алатима и разним предметима и украсима од гвожђа и других метала у Ванкуверу, ( Гренвил острво - Ванкувер):
- Украсни предмети у ковачници
- Украси од гвожђа и разних метала
- Унутрашњост ковачнице: наковањ а иза њега "Пнеуматски чекић"
- Уметнички предмети од гвожђа израђени у ковачници

## Ковачи уметници
Доласком масовне производње дошло је до смањења тржишта за коваче, изузев у Африци, Индији, Југоисточној Азији и Јужној Америци где су многе занатлије наставиле да се баве традиционалним пословима. Велика потражња за уметничким предметима од кованог гвожђа довела је до појаве нове врсте занатлија, тзв. ковача уметника. Пионир ове врсте уметности је Филип Симонс (Philip Simmons) из Чарлстона у Јужној Каролини. 
Најпознатији ковач у античкој митологији (види: грчка митологија и римска митологија) је био грчки бог Хефест, односно његов римски еквивалент Вулкан. Као ковач богова правио је сва њихова оружја, посебно муње за Зевса (тј. римског Јупитера), које је он бацао на земљу.

## Веровања
Наћи негде ислужену потковицу која је спала неком коњу се сматра срећом. Таква се потковица прикива изнад улазних врата куће и сматра се да доноси срећу.
Наковањ је имао посебан карактер култног предмета. Постојало је веровање да наковањ треба да искују девет ковача.